# Snäckebacken
Snäckebacken är en stadspark direkt söder om Ronneby centrum anlagd som en Engelsk park av häradshövding Lindblom i anslutning till dennes lantegendom Ågården. Parken är belägen på en höjd med flera utblickar varav den mest framträdande riktar sig mot stadens centrum. Utsiktsberget pryds av de för engelska parker så karaktäristiska konstruerade ruiner och lämningar som är tänkta att ge besökaren en känsla av mystik. Ursprungligen försågs utsiktsplatsen med åtta signalkanoner vilka med tiden minskades till två för att sedermera avlägsnas helt. Ett monument över Lindblom finns rest i parkens mitt. På 1950-talet sprängdes delar av utsiktsbeget bort för att ge plats åt en ny järnvägssträckning mellan Ronnebyån och bergssidan istället för den tidigare sträckningen längs Strandgatan, resultatet blev en avsevärt brantare klippvägg. Intill parken ligger högstadieskolan Snäckebacksskolan, där det sägs att Tommy Körberg för första gången stod på scenen i en skolproduktion av musikalen My Fair Lady.